# Croodsovi

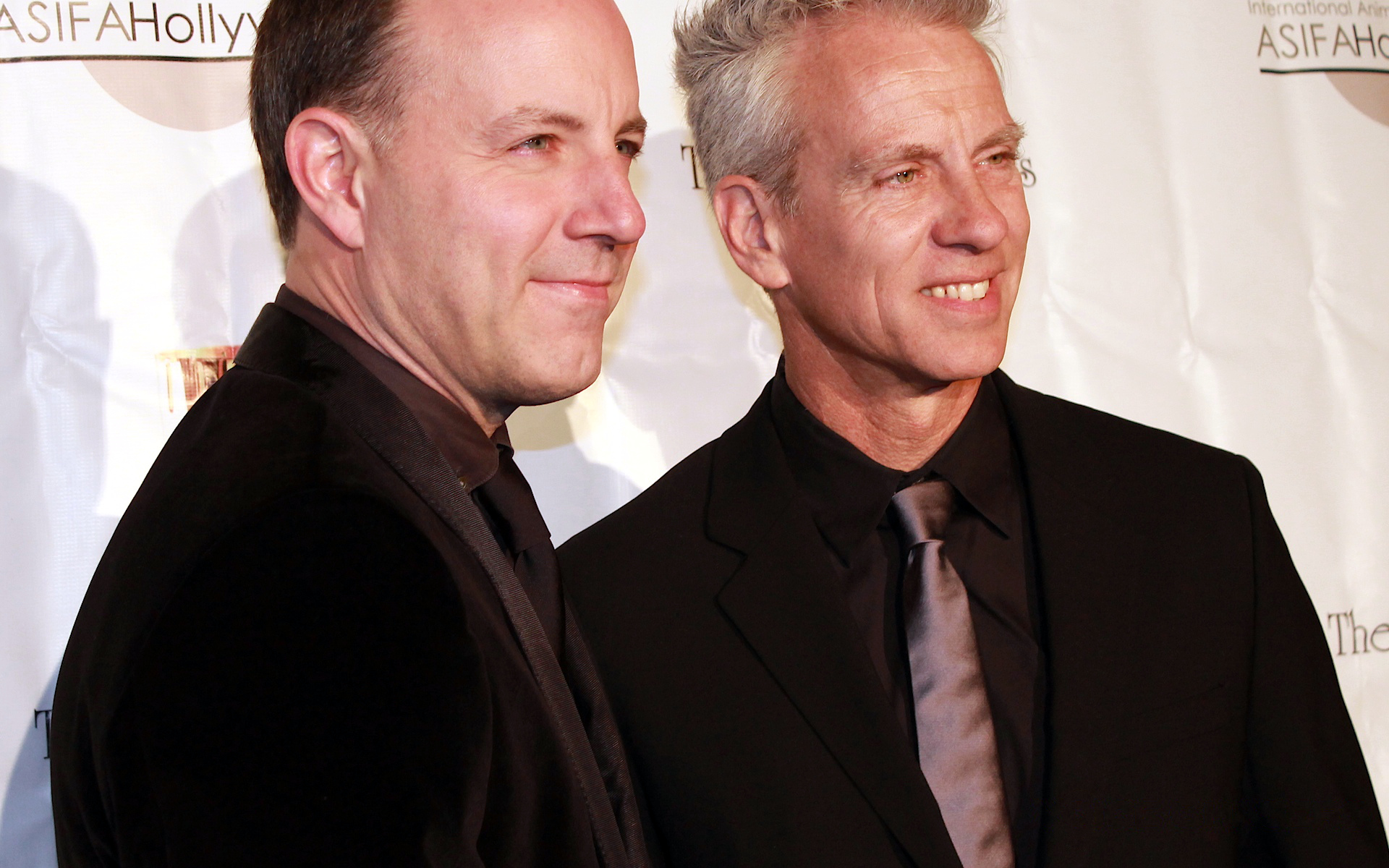
Scenáristi a režiséři Kirk DeMicco a Chris Sanders

Croodsovi je animovaný film z roku 2013.

## Děj
Croodsovi je animovaná rodinka žijící podle pravidel, aby přežili. Všem členům rodiny se tento systém zamlouvá až na Išku (jejich starší dcera). Iška se seznámí s dalším pravěkým chlapcem jménem Boy, který je přivede na jiné myšlenky a nápady jako např. jak si vyrobit boty, oheň a i jak vynalézat a myslet. Během té doby se do sebe Boy a Iška zamilují. Díky jejich vynalézavosti pak všichni společně i ostatními dojdou k „zítřku“ o kterém jim Boy vyprávěl.

## Vznik
Film byl v roce 2005 představen pod pracovním názvem Croodsovi se probouzí. Původně byl film vytvořen jako část „pětifilmového obchodu“ mezi Aardman Animations a DreamWorks. John Cleese a Kirk DeMicco spolupracovali na díle, založeném na příběhu Roalda Dahla The Twits, který se ovšem nikdy nenatočil. Společnost DreamWorks obdržela kopii scénáře, ten se jim líbil, a tak pozvali Cleese a DeMicca, aby se podívali na jejich nápady a aby zjistili, zda najdou něco, na čem by mohli společně pracovat. Jako hlavní téma příběhu si vybrali dva jeskynní lidi, jednoho vynálezce a někoho, komu vadí technologický pokrok, a tak vzniklo prvních pár nápadů pro scénář. V lednu 2007 s odchodem Aardman práva na film připadly společnosti DreamWorks.
V březnu roku 2007 se Chris Sanders, autor Mulan a režisér filmu Lilo & Stitch, spojil se společností DreamWorks, aby se filmu ujal a scénář podstatně přepsal. V září roku 2008 bylo oznámeno, že Sanders má v plánu odložit uvedení filmu o rok, nakonec se uvedení odložilo až na březen 2012. Konečný název filmu - Croodsovi (The Croods) - byl odhalen v květnu roku 2009, spolu se svým spolurežisérem Kirkem DeMicco. V březnu roku 2011 bylo vydání filmu opožděno a nakonec byl hotov 21. března 2013.

## Obsazení
| Nicolas Cage     | Grug      |
| Emma Stoneová    | Iška      |
| Ryan Reynolds    | Boy       |
| Catherine Keener | Ugga      |
| Clark Duke       | Thunk     |
| Cloris Leachman  | babi Gran |

## Postavy
- Grug - jeskynní člověk, je až moc opatrný, nemá rád nové věci, drží se daných pravidel pro přežití, stará se o rodinu
- Iška - náctiletá nejstarší dcera Gruga a Uggy, nelíbí se jí jejich způsob života, je plná zvědavosti, touží poznávat nové věci
- Boy - jedináček, jeho rodiče zemřeli, není tak silný jako Croodsovi, namísto toho preferuje používání mozku a stále přichází s novými nápady a vynálezy, je doprovázen lenochodem jménem Belt
- Ugga - jeskynní žena a manželka Gruga, dcera své matky Gran a matka svých tří dětí: Išky, Thunka a Sandy; je více přizpůsobivá než Grug, ale ví, že je těžké zajistit své rodině bezpečí
- Thunk - devítiletý syn Gruga a Uggy, není moc chytrý a má špatnou koordinaci ale zato má dobré srdce; ve filmu získá mazlíčka jménem Douglas
- Gran - stará a divoká jeskynní žena, je matkou Uggy, tchyní Gruga a babičkou Išky, Thunka a Sandy
- Sandy - divoké mimino Gruga a Uggy, které stále kouše a bručí namísto mluvení
- Belt - lenochod, Boyův mazlíček (ve filmu je mazlíček popsán jako zvíře, které se nejí)